# Espírito Santo
Espírito Santo je menší brazilský spolkový stát, jenž se nachází na jihovýchodní části Brazílie. Jeho hlavní město se jmenuje Vitória. V překladu do češtiny znamená název státu Duch svatý.

## Geografie
Rozlohou 46 077 km² patří Espírito Santo k menším brazilským spolkovým státům. V roce 2007 žilo Espírito Santo 3 351 669 obyvatel. Stát Espírito Santo je součástí Jihovýchodního regionu, hraničí s brazilskými spolkovými státy Rio de Janeiro, Minas Gerais a Bahia a má asi 1 140 km dlouhé pobřeží Atlantského oceánu. Hlavním městem státu je Vitória. V metropolitní oblasti města žije přibližně 42 % obyvatel státu Espírito Santo.
Nejvyšším bodem státu je Pico da Bandeira v pohoří Serra do Caparaó o nadmořské výšce 2889 metrů. Je to třetí nejvyšší hora Brazílie a leží na hranici se státem Minas Gerais.

## Hospodářství
Espirito Santo patří k největším exportérům žuly na světě a patří k největším producentům kávy v Brazílii.

### Města

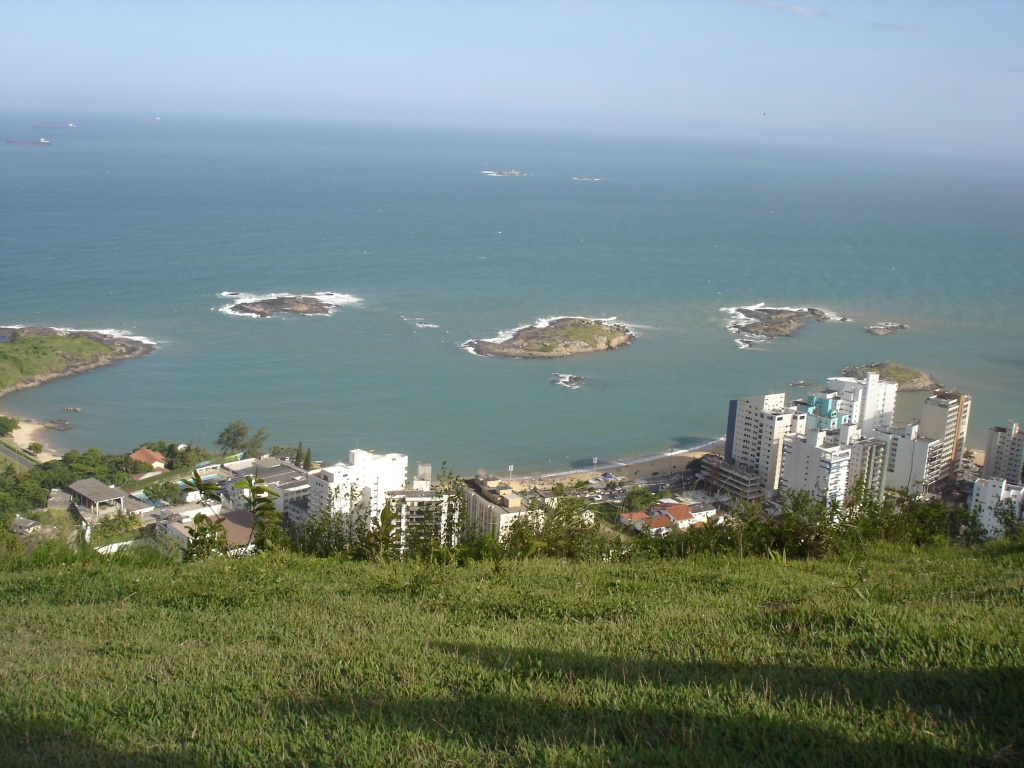
Pohled na Morro do Moreno v brazilském státě Espírito Santo

Největší města brazilského státu Espírito Santo, počet obyvatel k 1. červenci 2004:
- Vila Velha - 387 204
- Serra - 371 986
- Cariacica - 349 811
- Vitória - 309 507
- Cachoeiro de Itapemirim - 191 033
- Linhares - 119 824
- Colatina - 109 226
- Guarapari - 102 089
- Sao Mateus - 99 133
- Aracruz - 70 898
- Viana - 58 370
- Nova Venecia - 44 814
- Barra de São Francisco - 38 551
- Marataizes - 34 692
- Castelo - 34 351
- Afonso Claudio - 33 318
- Domingos Martins - 32 860
- Alegre - 32 377
- Santa Maria de Jetiba - 31 599
- Itapemirim - 31 334